# منتخب كندا لكرة القدم

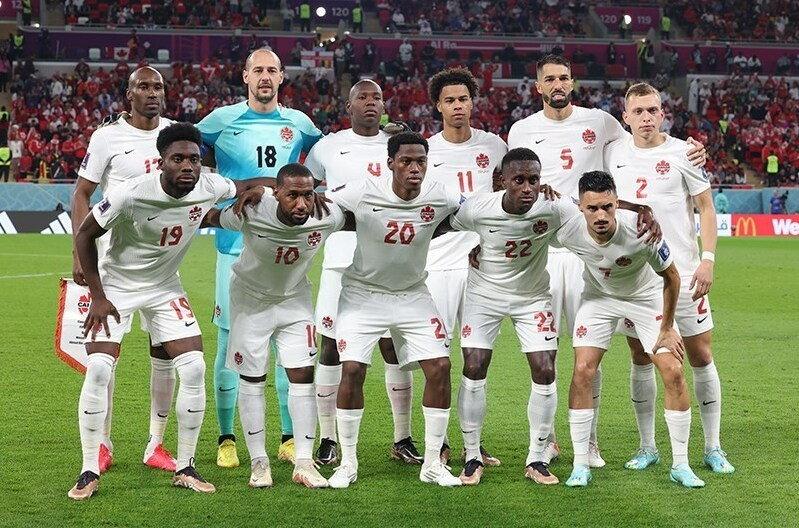
المنتخب الكندي في كأس العالم 2022

منتخب كندا لكرة القدم (بالإنجليزية: Canada national soccer team)‏ و(بالفرنسية: Équipe du Canada de soccer)‏ هو منتخب وطني يمثل كندا على مستوى الرجال ويتم إدارته عن طريق اتحاد كندا لكرة القدم . أهم إنجازاته المشاركة في بطولة كأس العالم لكرة القدم 1986 التي أقيمت في المكسيك وبطولة كأس العالم لكرة القدم 2022 التي أقيمت في قطر وبطولة كأس العالم لكرة القدم 2026 التي ستُقام في ثلاثة دول هي الولايات المتحدة الأمريكية وكندا والمكسيك كونه أحد الأطراف المستضيفة لهذه الدورة والفوز ببطولة كأس الكونكاكاف 1985 وبطولة الكأس الذهبية 2000 . أبرز نجوم المنتخب حاليا بول ستالتيري وديفيد إدغار وألفونسو ديفيس.

## وصلات خارجية
- قائمة بيانات المنتخب من الموقع الرسمي للفيفا باللغة العربية
- Canadian Soccer Association
- RSSSF archive of most capped players and highest goalscorers
- International Results until 1999